# Estadio José Antonio Casanova
El Estadio José Antonio Casanova de Fuerte Tiuna es el nombre que recibe una instalación deportiva multipropósito localizada dentro de la base militar de Fuerte Tiuna al sur del Municipio Libertador y al oeste del Distrito Metropolitano de Caracas, al centro norte del país sudamericano de Venezuela.
Es utilizada principalmente para la práctica de deportes como el béisbol o el sóftbol. Ha sido sede de diversos eventos como los Juegos Interinstitutos Militares pero su uso no se limita al ámbito de las Fuerzas Armadas, pues está abierta a actividades deportivas civiles, incluyendo eventos internacionales como IV Campeonato Mundial de Béisbol Femenino de 2010 del cual fue una de las sedes, ocasión en la que se realizó una importante remodelación, o el Mundialito de Béisbol infantil celebrado en marzo de 2013.
Debe su nombre al zuliano José Antonio Casanova, un destacado jugador y mánager de béisbol que se mantuvo durante 18 temporadas y obtuvo 4 títulos en la Liga Venezolana de Béisbol Profesional (LVBP).